# Berggölen (Åtvids socken, Östergötland)
Berggölen är en sjö i Åtvidabergs kommun i Östergötland och ingår i Storåns huvudavrinningsområde.